# Arzneiform

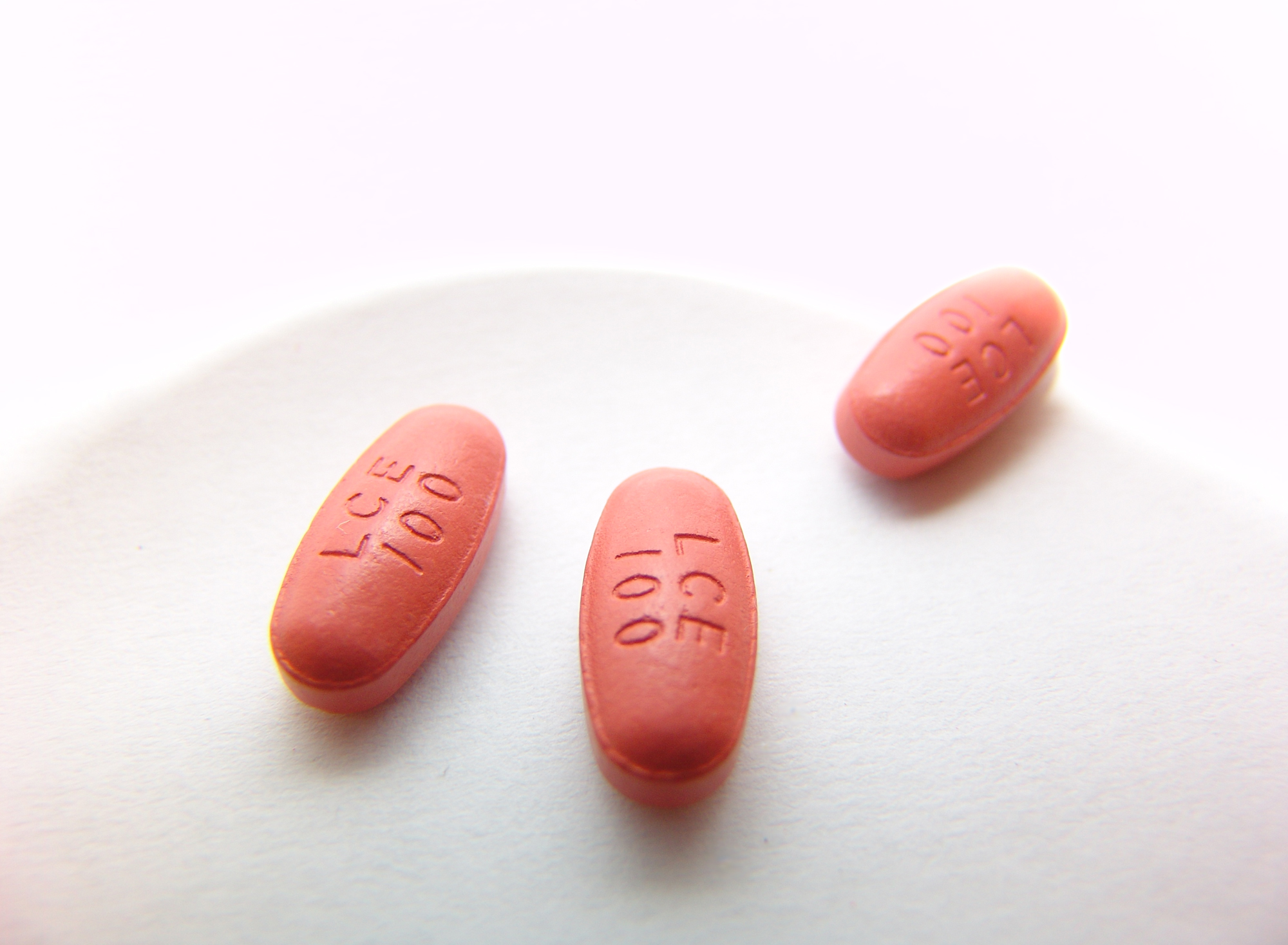
Filmtabletten

Als Arzneiform oder auch galenische Form bezeichnet man eine Zubereitung, die aus Arzneistoff und zugesetzten Hilfsstoffen besteht. Manchmal ist es notwendig, eine Arzneiform vor der Anwendung in die Darreichungsform umzuformen. Ein Beispiel dafür ist der Antibiotikatrockensaft, der aufgrund von Stabilitätsproblemen erst vor der Anwendung in eine Suspension umgewandelt wird. Wenn keine Hilfsstoffe benötigt werden, stellt der Wirkstoff selbst schon die vollständige Arzneiform dar. Allerdings haben einzeln dosierte Pulver, sei es als reiner Wirkstoff oder als Gemisch aus Wirk- und Hilfsstoffen, als eigenständige Arzneiform aufgrund der vielen Nachteile heute kaum noch Bedeutung. Eine Arzneiform besteht demnach aus Wirk- und Hilfsstoffen, die in einer besonderen Art verarbeitet sind.
Der Arzneiform kommt – neben dem eigentlichen Wirkstoff oder Wirkstoffgemisch – eine entscheidende Bedeutung für die Wirksamkeit des Arzneimittels zu. Sie bestimmt die wesentlichen Eigenschaften der fertigen pharmazeutischen Zubereitung (Herstellung, Lagerung, Haltbarkeit, Pharmakokinetik, mikrobielle Reinheit, Verpackung usw.) mit.
Um die Wirkung eines Medikamentes richtig zu beurteilen, muss die Arzneiform neben dem reinen Wirkstoff mitberücksichtigt werden.

## Einteilung der Arzneiformen
- Flüssig: Lösung, Sirup, Saft (Sucus), Öl, Medizinalwasser[1] oder Arzneiwasser (Absud, später auch Destillat), Wundtrank[2][3] (Heiltrank, insbesondere Absud, mit chirurgischer Indikation), Tinktur, Tee, Injektions- und Infusionslösung, Drogenextrakt, Perkolat, Spray
- Fest: Puder, Pulver, Granulat, Tablette, Filmtablette, Dragée, Weichkapsel, Hartkapsel, Brausetablette, Pille, Stift, Stäbchen, Caplet
- Halbfest: Suspension, Emulsion, Paste, Creme, Salbe, Gel, Lotion, Suppositorium (Zäpfchen), Liniment, Latwerge, Buccaltablette
- Weitere: Nanosuspension, Pflaster, Transdermales Pflaster, Schmelzfilm, Inhalat, Implantat

Beispiele zu Arzneiformen
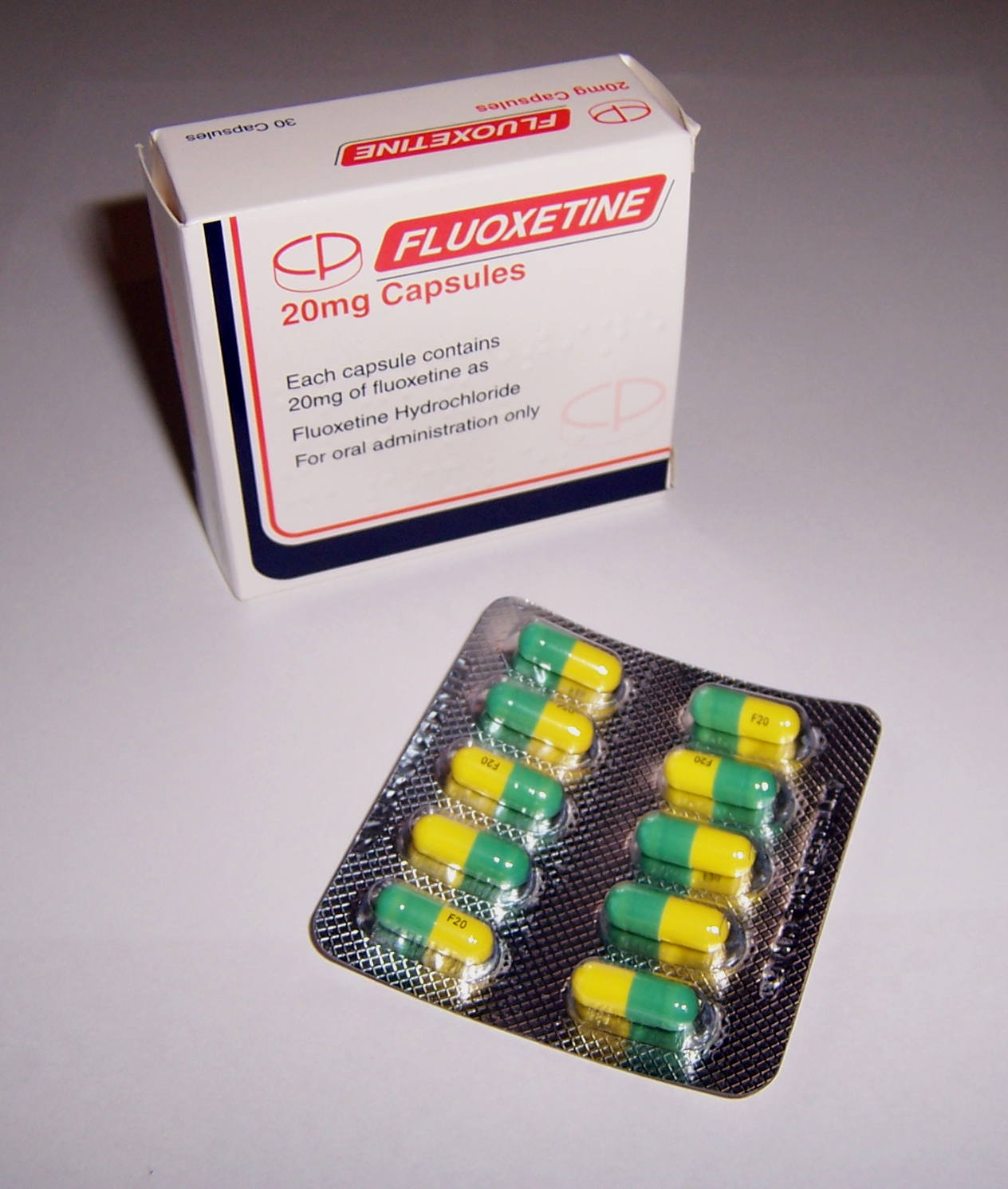
Kapseln
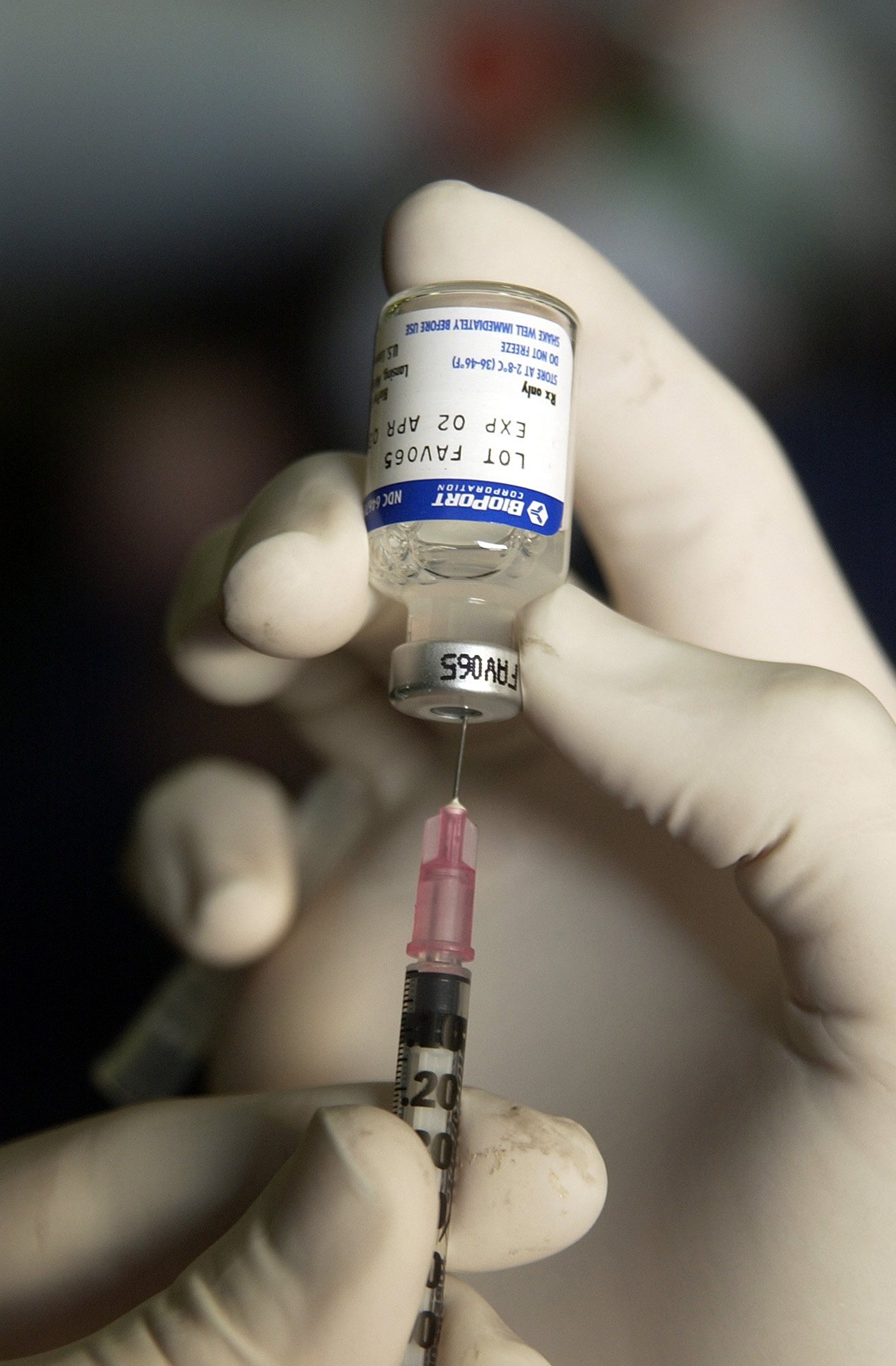
Suspension zur Injektion
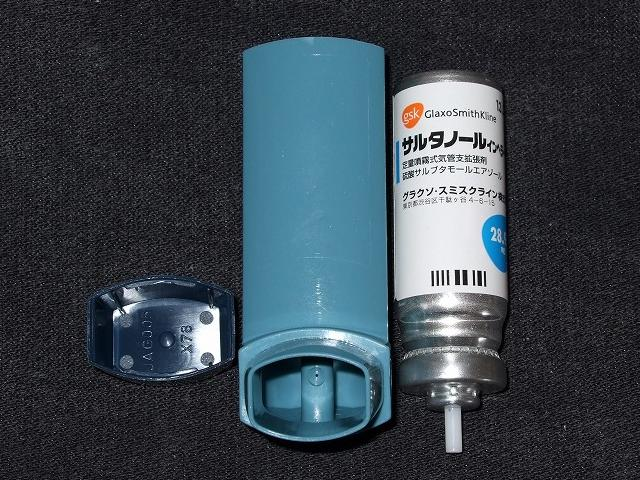
Suspension zur Inhalation
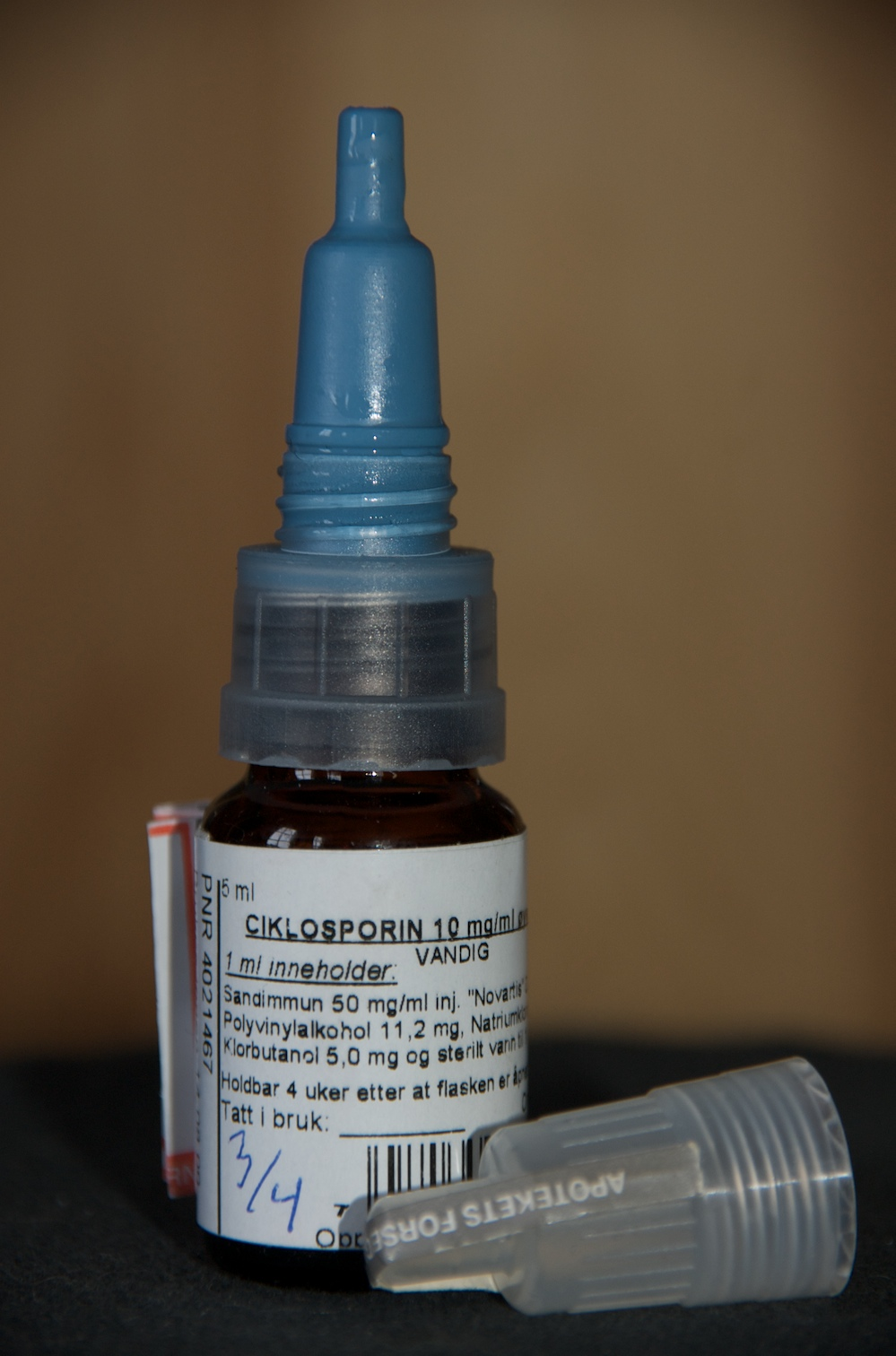
Lösung zum Eintropfen in die Augen
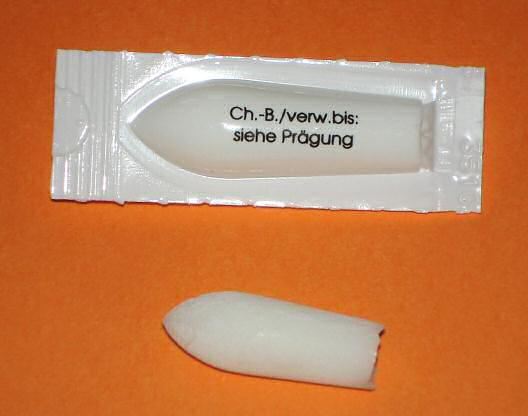
Zäpfchen

## Arzneiformen des Mittelalters und der frühen Neuzeit
Eine von der Antike und bis ins Mittelalter die frühe Neuzeit hinein häufig verwendete Arzneiform ist die Latwerge (lateinisch Electuarium). Bei dieser Arzneimittel-Konservierungsform handelt es sich um eine eingedickte Saft-Honig-Zubereitung. Eine besondere Bekanntheit hatte die „Kaiser Karls Latwerge“, ein vor allem gegen Heiserkeit eingesetztes Mittel, das aus einem früheren electuarium Karoli hervorging und dessen Zutaten später auch in einer anderen Arzneiform, nämlich „Kaiser Karls Magenpulver“, wiederzufinden sind. Einige Zubereitungsformen wurden auch mit lateinisch Confectio, confita und confecta bezeichnet. Ein aus meist gröberen Pulvern gemischtes, etwa zur Hälfte aus Zucker bestehendes Magenpulver, das gewürzhafte oder purgierende Zusätze enthielt, wurde Tragea (communis), Tragema oder Trisenet genannt. Als abführendes Magenpulver nannte man es Tragea laxativa.
Eine typisch frühneuzeitliche Arzneiform ist die Morselle. Morsellen (lateinisch Morselli) sind länglich-viereckige Täfelchen aus eingedampfter Zuckerlösung und zerkleinerten Gewürzen, die ausgegossen und zerschnitten werden. Diese galten im späten 16. und 17. Jahrhundert als typisches Apothekerkonfekt, das man vor allem zur Verdauungsförderung einsetzte. Bis heute werden sie in Apotheken als Leckerei angeboten.
Eine eng mit den Morsellen verwandte Arzneiform ist die Rotula, die eine runde Form besitzt und innerlich appliziert wurde. Rotulae wurden vornehmlich aus Zucker hergestellt und dienten als Arzneistoffträger für schlecht schmeckende Drogen. Solche Rotula-Rezepturen sind beispielsweise in der Pharmacopoea Wirtenbergica (1741) vorzufinden.
Eine weitere interne trockene Arzneiform bzw. Aufbewahrungsform stellte die Trochiske (von griechisch-lateinisch trochiscos, griechisch τροχισκος, „kleine Scheibe, kleines Rad“), auch Zeltlein oder Zeltchen genannt (vgl. Zelte), dar, eine zu einer runden Pastille geformte Arzneimittelmasse. Bei diesen Trochisci handelte es sich gemäß Zekert um „Zuckerzeltchen aus Drogenpulvern und Zucker mit Gummi“.
Zu den im Mittelalter häufig verwendeten Arzneiformen ist auch das Medizinalwasser (aqua medicinalis) zu rechnen, das durch Destillationsverfahren (vgl. auch Büchlein von den ausgebrannten Wässern) hergestellt wurde. Im Ende des 14. Jahrhunderts entstandenen Gothaer Arzneibuch werden 57 aquae medicinales aufgeführt, die mit einfachen oder zusammengesetzten mineralischen bzw. pflanzlichen Arzneidrogen zubereitet werden können.
Im Spätmittelalter und in der frühen Neuzeit finden sich Rezepturen für Pillen, welche die Zusammensetzung und die Herstellung vorschreiben. Meist enthielten die  Pillen Bitterdrogen, Gummiarten oder Harze. Als Anstoßflüssigkeit für die gepulverten Drogen verwendete man Malvasierwein, Rosenwasser oder Pflanzensäfte. Zum Ankneten dienten als Flüssigkeiten häufig Sirup oder Honig. Die angestoßene Pillenmasse wurde in Form von sogenannten Magdaleonen (von magdalion), gerundete (in Zylinderform gerollte) Gebilde halbfester Drogenmassen in Form von Stangen, aufbewahrt. Zur Konservierung wurden diese in Leder oder Wachspapier gewickelt. Zu Beginn des 18. Jahrhunderts verwendete man „Pillen“ aus Eisen oder Messing, um den ausgerollten Pillenstrang gleichmäßig zu zerteilen. Mit der 1777 erstmals erwähnten Pillenmaschine ließ sich eine bestimmte Anzahl von Pillen gleichzeitig teilen und ausrollen. In der zweiten Hälfte des 19. Jahrhunderts begann die industrielle Herstellung der Pillen. Dabei wurde die Pillenmasse in einer Knetmaschine zubereitet, mittels Strangpresse in Stränge geformt und auf einer Pillenschneidemaschine zu Pillen gewünschter Größe geformt.
Unter den äußerlich zu applizierenden Arzneiformen nahm das Pulver (siehe auch Pulver (Pharmazie)) im Mittelalter eine Sonderstellung ein, da man es auch innerlich anwenden konnte. Die Pulverzubereitungen nahmen jedoch im Laufe des 19. Jahrhunderts beständig ab, sodass im DAB 5 nur noch eine Pulvermonographie genannt wird.
Die Salbenbereitung änderte sich im Gegensatz zu anderen Arzneiformen im Mittelalter kaum. Im 16. Jahrhundert wandte man Salben sowohl zur Oberflächenbehandlung der Haut, bei Schleimhautentzündungen als auch mit tiefenwirksamem Effekt bei Kopfschmerzen und allgemeinen Schmerzzuständen an. Zur Salbenherstellung verwendete man den bereits in den antiken Hochkulturen nachzuweisenden Mörser und das Pistill. Salbenzubereitungen finden sich auch heute noch als Monographien des Arzneibuchs.
Die auch im Mittelalter beliebte Arzneiform Pflaster enthielt neben Fetten und Wachs vor allem Harz, das ihr Klebrigkeit verlieh. Die Herstellung der Pflaster geschah durch Schmelzen und Mischen sowie anschließendes Rühren der Pflastermasse. Anschließend wurde die Pflastermasse in Stangen oder Tafeln gegossen und mit der Pflasterpresse ausgeformt. Das Heftpflaster auf Kautschukbasis wurde seit 1891 von der Firma Beiersdorf industriell hergestellt.